# Пригоди Шерлока Холмса (серія ігор)
Пригоди Шерлока Холмса (англ. The Adventures of Sherlock Holmes) — серія відеоігор української компанії Frogwares в жанрі квест, видавцем якої виступає компанія Focus Home Interactive та Frogwares (Sherlock Holmes: Chapter One).
Сюжети всіх ігор серії засновані на однойменних творах відомого письменника Артура Конана Дойля, однак вони є самостійними історіями, на чолі яких стоять знаменитий детектив Шерлок Холмс та його друг доктор Ватсон. На 2020 рік було випущено вісім основних ігор серії та чотири казуальних. У 2021 році відбувся вихід дев'ятої гри про молодого Шерлока Холмса, який розслідує вбивство своєї матері. У 2023 році вийшов ремейк Sherlock Holmes: The Awakened.

## Ігри серії
Розробником основної серії є безпосередньо компанія Frogwares, в той час, як за казуальні ігри відповідає її підрозділ — Waterlily Games. Міжнародним видавцем всіх продуктів є Focus Home Interactive.

### Основна серія
- 2002 — Sherlock Holmes: Mystery of the Mummy
- 2004 — Sherlock Holmes: Secret of the Silver Earring
- 2006 — Sherlock Holmes: The Awakened
  - 2008 — Sherlock Holmes: The Awakened. Gold Edition
- 2007 — Sherlock Holmes versus Arsène Lupin
  - 2009 — Sherlock Holmes versus Arsène Lupin. Gold Edition
- 2009 — Sherlock Holmes vs. Jack the Ripper
- 2012 — The Testament of Sherlock Holmes
- 2014 — Sherlock Holmes: Crimes & Punishments
- 2016 — Sherlock Holmes: The Devil's Daughter
- 2021 — Sherlock Holmes: Chapter One
- 2023 — Sherlock Holmes: The Awakened

### Казуальні ігри
1. 2008 — Sherlock Holmes: The Mystery of the Persian Carpet
2. 2010 (NDS) — Sherlock Holmes and the Mystery of Osborne House
3. 2011 — Sherlock Holmes: The Hound of the Baskervilles
4. 2012 (NDS) — Sherlock Holmes and the Mystery of the Frozen City

## Хронологічна послідовність ігор серії
| Назва гри                                          | Час дії                           |
| -------------------------------------------------- | --------------------------------- |
| Sherlock Holmes: Chapter One                       | 1875                              |
| Sherlock Holmes vs. Jack the Ripper                | 31 серпня — 9 листопада 1888      |
| Sherlock Holmes: The Awakened                      | 6 вересня — 3 грудня 1894         |
| Sherlock Holmes: Crimes & Punishments              | 7 листопада 1894 — 25 червня 1895 |
| Sherlock Holmes versus Arsène Lupin                | 14 липня — 19 липня 1895 року     |
| Sherlock Holmes: The Mystery of the Persian Carpet | 7 серпня 1896                     |
| Sherlock Holmes: Secret of the Silver Earring      | 14-19 Жовтня 1897                 |
| The Testament of Sherlock Holmes                   | 15-22 Вересня 1898                |
| Sherlock Holmes: Mystery of the Mummy              | 7 травня 1899                     |
| Sherlock Holmes: The Devil's Daughter              | 5 листопада 1899 — 25 квітня 1900 |